# Idusa dieuzeidei
Idusa dieuzeidei är en kräftdjursart som beskrevs av Dollfus 1950. Idusa dieuzeidei ingår i släktet Idusa och familjen Cymothoidae. Inga underarter finns listade i Catalogue of Life.